# Richard LaGravenese
Richard LaGravenese, född 30 oktober 1959 i Brooklyn i New York, är en amerikansk manusförfattare och ibland även filmregissör. Han är mest känd för att ha skrivit manuset till The Fisher King, vilket gav honom en Oscarsnominering. Han bor för närvarande i Manhattan på Central Park West med sin dotter Lily och fru Ann.

## Filmografi, i urval
Som manusförfattare om inget annat är noterat:
- Rude Awakening (1989)
- The Fisher King (1991)
- The Ref (1994)
- A Little Princess (1995)
- Broarna i Madison County (1995)
- Unstrung Heroes (1995)
- The Mirror Has Two Faces (1996)
- The Horse Whisperer (1998)
- Living Out Loud (1998) (även regissör)
- Älskade (1998)
- Erin Brockovich (2000) (utan erkännande)
- Paris, Je T'aime segment Pigalle (2006)
- Freedom Writers (2007) (även regissör)
- P.S. I Love You (2008) (även regissör)
- Berättelsen om Narnia: Kung Caspian och skeppet Gryningen (2010)
- Conviction (2010)
- Water for Elephants (2011)
- Beautiful Creatures (2013)
- Mitt liv med Liberace (2013)